# Step Up: All In
Step Up: All In (hay còn gọi Step Up 5: All In) là một bộ phim Dance 3D Mỹ 2014 của đạo diễn Trish Sie và là phim thứ 5 cũng như cuối cùng trong loạt phim Step Up. Phim được công chiếu vào ngày 8 tháng 8 năm 2014. 

## Phân vai
- Ryan Guzman vai Sean Asa
- Briana Evigan vai Andie West
- Misha Gabriel vai Eddy
- Adam Sevani vai Robert "Moose" Alexander III
- Alyson Stoner vai Camille Gage
- Izabella Miko vai Alexxa Brava
- Mari Koda vai Jenny Kido
- Martín Lombard vai Martin Santiago và Facundo Lombard vai Marcos Santiago (hay còn gọi Santiago song sinh).
- Christopher Scott vai Hair
- Stephen "tWitch" Boss vai Jason Hardlerson
- Luis Rosado vai Monster
- Chadd Smith vai Vladd
- Parris Goebel vai Violet
- Stephen "Stevo" Jones vai Jasper Tarik
- David "Kid David" Shreibman vai Chad
- Celestina Aladekoba vai Celestina
- Freddy HS vai Accounting Manager
- Cyrus "Glitch" Spencer vai Gauge

## Nhạc phim
- I Won't Let You Down (Shockbit Remix) - OK GO
- Judgement Day - Method Man
- Lapdance - N*E*R*D
- How You Do That - B.o.B
- 10-hut booty - DDP
- Turn It Up - Bianca Raquel và Celestina
- Demons - Zeds Dead
- Rage the Night Away - Steve Aoki ft. Waka Flocka Flame
- Delirious (Boneless) - Steve Aoki, Chris Lake, & Tujamo ft. Kid Ink
- My Homies Still - Lil Wayne ft. Big Sean
- Revolution - Diplo & Faustix & Imanos ft. Kai
- Hands Up In the Air - Celestina

## Phòng vé
Phim đứng vị trí #6 trên phòng vé Bắc Mỹ khi kiếm được $6.5 triệu. Phim đạt doanh thu $14,904,384 tại Mỹ và $71,261,262 trên toàn thế giới nâng tổng doanh thu là $86,165,646,đánh dấu là phim có doanh thu thấp nhất trong loạt phim 